# Dmitri Pavlovitch Parski
Dmitri Pavlovitch Parski (Дмитрий Павлович Парский) (17 (calendrier julien: 26) octobre 1866 - 20 décembre, 1921) était un général de l'Armée impériale russe pendant la Première Guerre mondiale. Il passe au service du régime soviétique

## Carrière au service de l'Empire russe
Né dans la noblesse du gouvernement de Toula, il est formé au corps des cadets d'Oriol. En 1893, il entre à l'école militaire d'état-major Nicolas. Il sert dans la guerre russo-japonaise (1904-1905). Après la guerre, il publie plusieurs articles appelant à une réforme de l'armée.
Au début de la Première Guerre mondiale, il commande le XXVe corps de la 5e armée et prend part à la bataille de Galicie. Il est ensuite à la tête de la 80e division de réserve puis de la 55e division d'infanterie. Il succède au général Alexeï Kouropatkine à la tête du corps des grenadiers avant de recevoir le commandement de la 12e armée du 20 juillet au 9 septembre 1917 et prend part à la bataille de Riga (du 1er au 6 septembre), vaine tentative pour arrêter l'avance allemande en Lettonie. Il succède ensuite à Ilia Odichelidze à la tête de la 3e armée, du 9 septembre au 8 novembre 1917.

## Carrière au service du régime soviétique
Parski est le premier général russe ayant l’expérience du combat à offrir ses services à l'Armée rouge, en expliquant son point de vue ainsi :
« Je suis loin du bolchevisme que vous prêchez. Mais je suis prêt à travailler honorablement, non seulement avec eux, mais avec n'importe qui, même le diable et ses disciples, pour sauver la Russie de l'esclavage allemand. »
Pendant la guerre civile russe, il commande un corps de l'Armée rouge sur le front de Narva, puis l'ensemble du front du Nord. Il meurt du typhus en 1921.

## Honneurs et distinctions
- Ordre de Saint-Stanislas, 3e classe (1896) ;
- Ordre de Sainte-Anne 3e classe (1900) ;
- Ordre de Saint-Stanislas, 2e classe (1903) ;
- Ordre de Sainte-Anne, 2e classe avec épées (1906) ;
- Ordre de Saint-Vladimir, 4e classe avec épées et ruban (1906) ;
- Ordre de Saint-Vladimir, 3e classe (1909, 31 janvier 1910) ;
- Ordre de Saint-Stanislas, 1re classe (6 décembre 1913) ;
- Ordre de Saint-Georges, 4e classe (2 juin 1915) ;
- Épée d'or de la bravoure (1916)